# Aphaenogaster concolor
Aphaenogaster concolor is een mierensoort uit de onderfamilie van de Myrmicinae. De wetenschappelijke naam van de soort is voor het eerst geldig gepubliceerd in 1999 door Watanabe & Yamane.